# كاسر (اسم)
كاسر هو اسم علم مذكر من أصل عربي، ومعناه يدل على القوة والعنف، ويصف الغالب المنتصر، وكذلك العقاب لأنه ينقض على صيده بكسر جناحيه أي بضمهما أو بكسر ما يصيده كسرًا، المحطم البطل الذي يهزم العدو شر هزيمة.
جمعه كواسر، وتطلق على الطيور الصيادة (الكاسرة).

## الأصل اللغوي
كَاسِرٌ
- جمع: كُسَّرٌ، كَوَاسِرُ. [ك س ر]. (فاعل من كَسَرَ). 1. :-طَائِرٌ كَاسِرٌ :- : كُلُّ طَائِرٍ يَكْسِرُ مَا يَصِيدُهُ كَسْرًا. 2. :-الكَاسِرُ مِنَ الطَّيْرِ :- : مَا كَانَ مِنَ الجَوَارِحِ، أَيْ مِنْ ذَوَاتِ الصَّيْدِ الْمُفْتَرِسَةِ. :-كَوَاسِرُ الطَّيْرِ.

## وصلات خارجية
- موسوعة السلطان قابوس لأسماء العرب نسخة محفوظة 5 أبريل 2019 على موقع واي باك مشين.